# Andrea Torresano
Andrea Torresano ou Torresani (dit Andrea Asolano) (Asola, 4 mars 1451 – Venise, 1528) est un imprimeur italien, citoyen de la république de Venise.

## Biographie
Éditeur et imprimeur actif à Venise, fils de Federico et frère de Giovanni Battista, né à Asola en 1451, Andrea Torresano fait son apprentissage à Venise chez l'imprimeur français Nicolas Jenson dont il rachètera l'entreprise en 1479. Il se marie avec Lambertina Battaglia, dont il a trois enfants : Gian Francesco, Federico et Maria. Il s'associe avec Francesco Barbarigo et avec Alde l'Ancien, qui épousera sa fille Maria en 1505. Il s'installe près de l'église San Paternian où se trouve également son atelier.
À la mort d'Alde, en 1515, il continue à diriger les Presses aldines au nom de ses fils, tous mineurs. En tant qu'éditeur, il fait imprimer sur les presses de Simone da Lovere, Bernardino Viani, Giovanni et Gregorio De Gregori (en) ou Giovanni Antonio Nicolini da Sabbio (de).

## Hommage
La municipalité d'Asola a rendu hommage à Andrea Torresano en donnant son nom à la bibliothèque municipale.

## Référence
1. ↑  (en) Annaclara Cataldi Palau, « Gian Francesco Torresani of Asola and the Aldine Printing Press : A New Chapter in Intellectual and Printing History », Intellectual News, vol. 10, no 1,‎ 2002 (résumé).